# Ziarnka piasku
Ziarnka piasku (tytuł oryg. The Sand Pebbles) – amerykański film fabularny (dramat wojenny) z 1966 roku, powstały na podstawie powieści Richarda McKenny. Zdjęcia kręcono na Tajwanie oraz w Hongkongu.

## Obsada
- Steve McQueen − Jake Holman
- Richard Attenborough − Frenchy Burgoyne
- Richard Crenna − kapitan Collins
- Candice Bergen − Shirley Eckert
- Emmanuelle Arsan − Maily
- Mako − Po-han
- Larry Gates − Jameson
- Simon Oakland − Stawski
- Ford Rainey − Harris
- Joe Turkel − Bronson
- Gavin MacLeod − Crosley
- Joe Di Reda − Shanahan
- Richard Loo − major Chin
- Barney Phillips − Franks
- Gus Trikonis − Restorff
- Shepherd Sanders − Perna
- James Jeter − Farren
- Tom Middleton − Jennings

## Fabuła
Chiny, rok 1926. Do Szanghaju przybywa amerykański mechanik Jake Holman. Zaciąga się do amerykańskiej kanonierki „San Pablo”, która patroluje rzekę Jangcy. Nie potrafiący się dostosować do reguł panujących na statku, przysparza sobie wielu wrogów. W międzyczasie poznaje prowadzącego misję doktora Jamesona i jego asystentkę, młodą i piękną Shirley Eckert.

## Nagrody i nominacje
Oscary za rok 1966
- Najlepszy film − Robert Wise (nominacja)
- Najlepsze zdjęcia w filmie kolorowym − Joseph MacDonald (nominacja)
- Najlepsza scenografia i dekoracje wnętrz w filmie kolorowym − Boris Leven, Walter M. Scott, John Sturtevant, William Kiernan (nominacja)
- Najlepsza muzyka oryginalna − Jerry Goldsmith (nominacja)
- Najlepszy dźwięk − James Corcoran (nominacja)
- Najlepszy montaż − William H. Reynolds (nominacja)
- Najlepszy aktor − Steve McQueen (nominacja)
- Najlepszy aktor drugoplanowy − Mako (nominacja)

Złote Globy 1966
- Najlepszy aktor drugoplanowy − Richard Attenborough
- Najlepszy dramat (nominacja)
- Najlepsza reżyseria − Robert Wise (nominacja)
- Najlepszy scenariusz − Robert Anderson (nominacja)
- Najlepsza muzyka − Jerry Goldsmith (nominacja)
- Najlepszy aktor dramatyczny − Steve McQueen (nominacja)
- Najlepszy aktor drugoplanowy − Mako (nominacja)
- Najbardziej obiecująca nowa aktorka − Candice Bergen (nominacja)